# Arcidiocesi di Gaeta

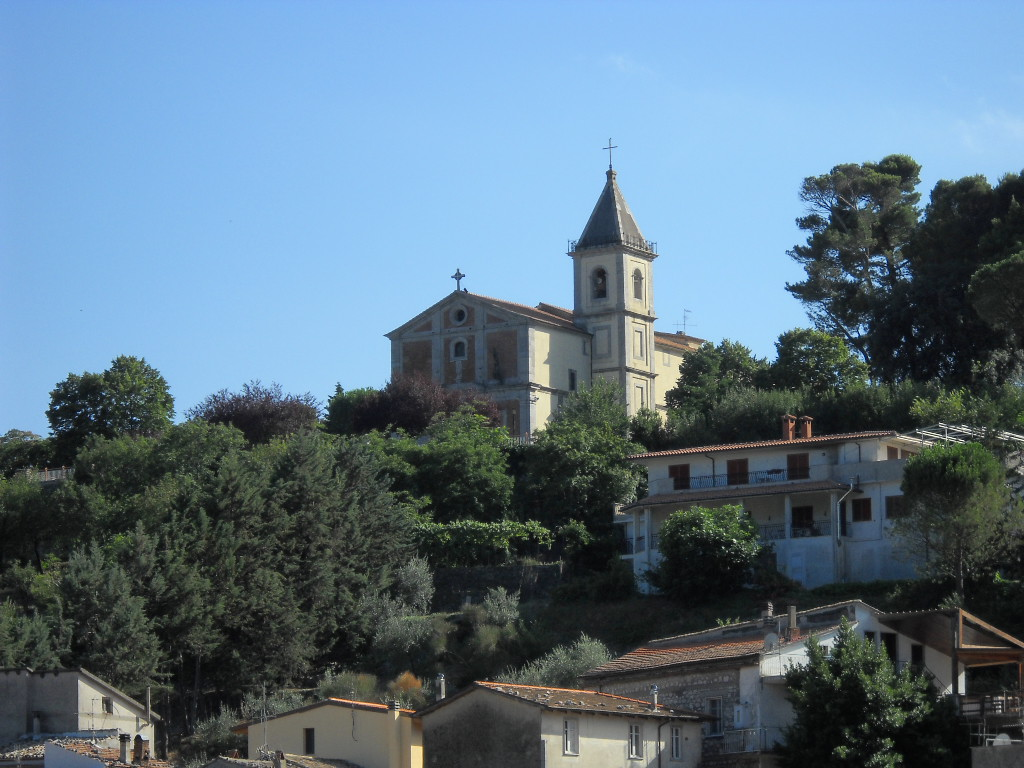
La basilica santuario della Madonna del Colle a Lenola.

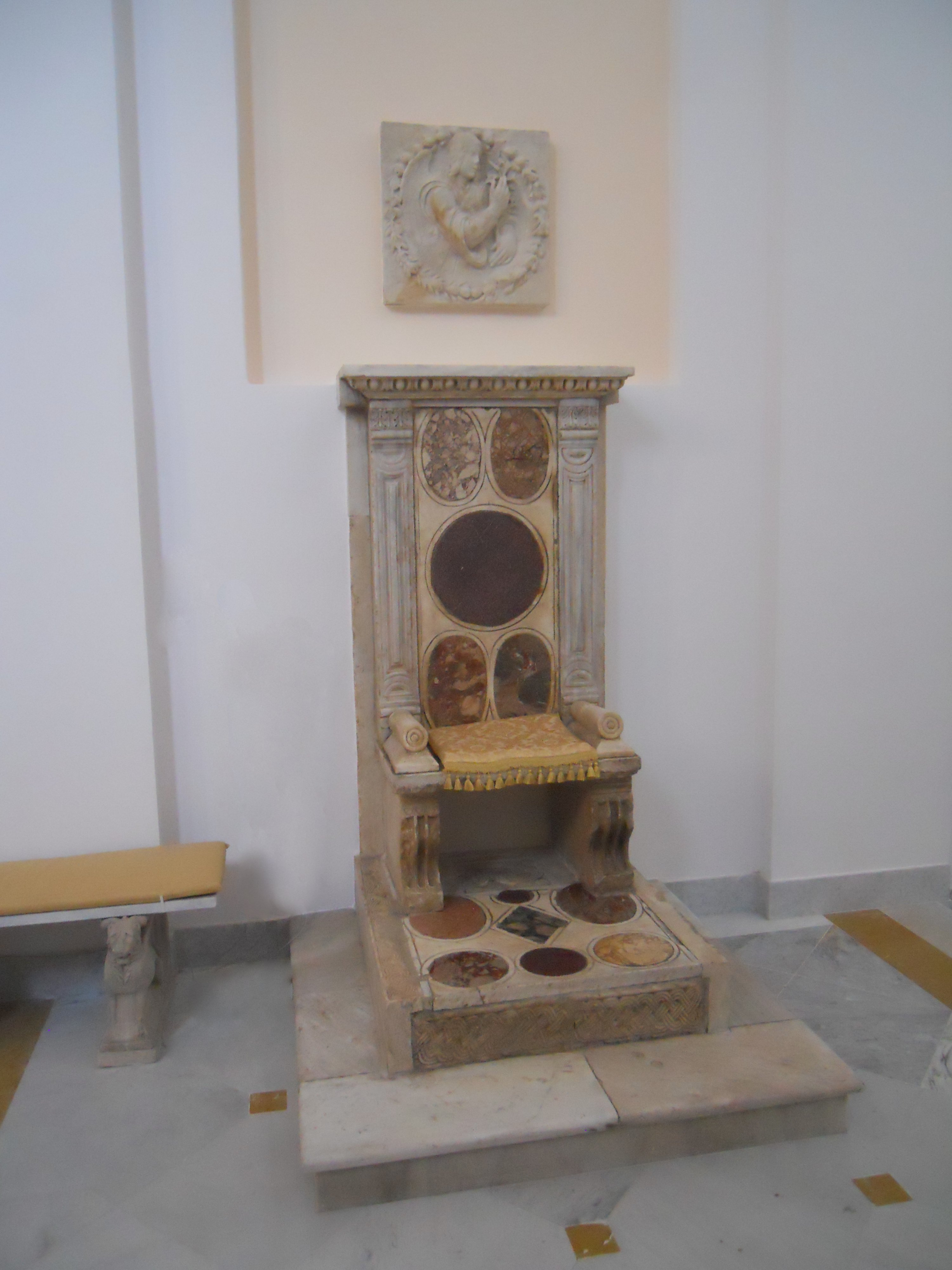
La cattedra episcopale nella cattedrale dei Santi Erasmo e Marciano e di Santa Maria Assunta di Gaeta.

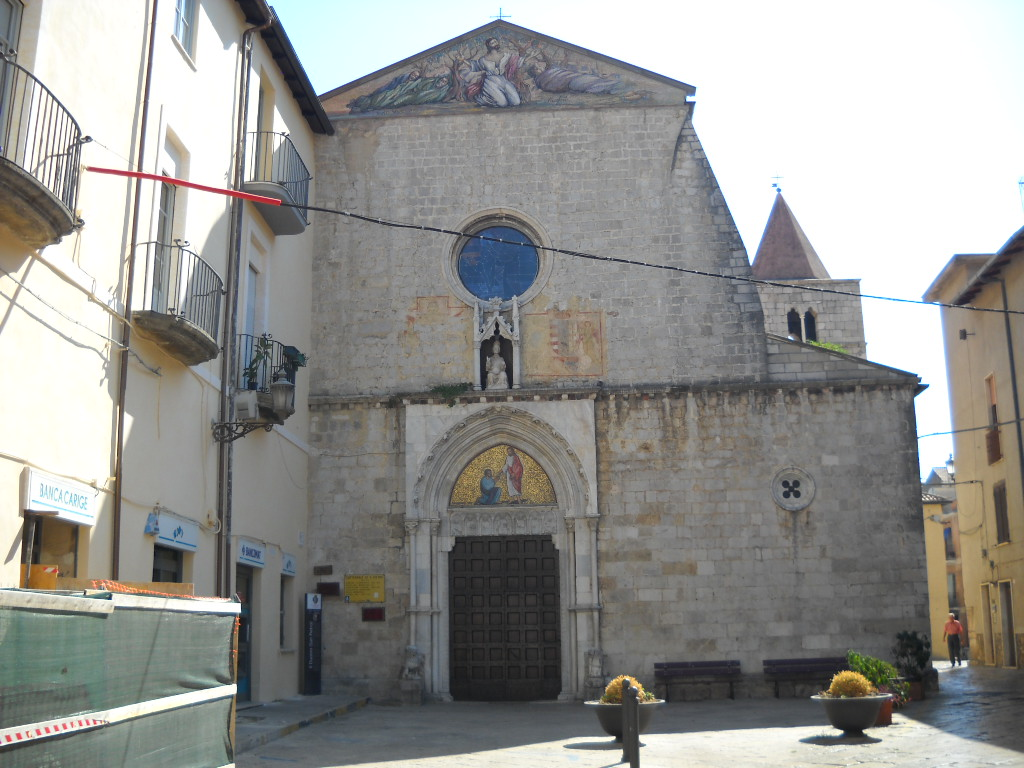
L'ex cattedrale di San Pietro Apostolo a Fondi.

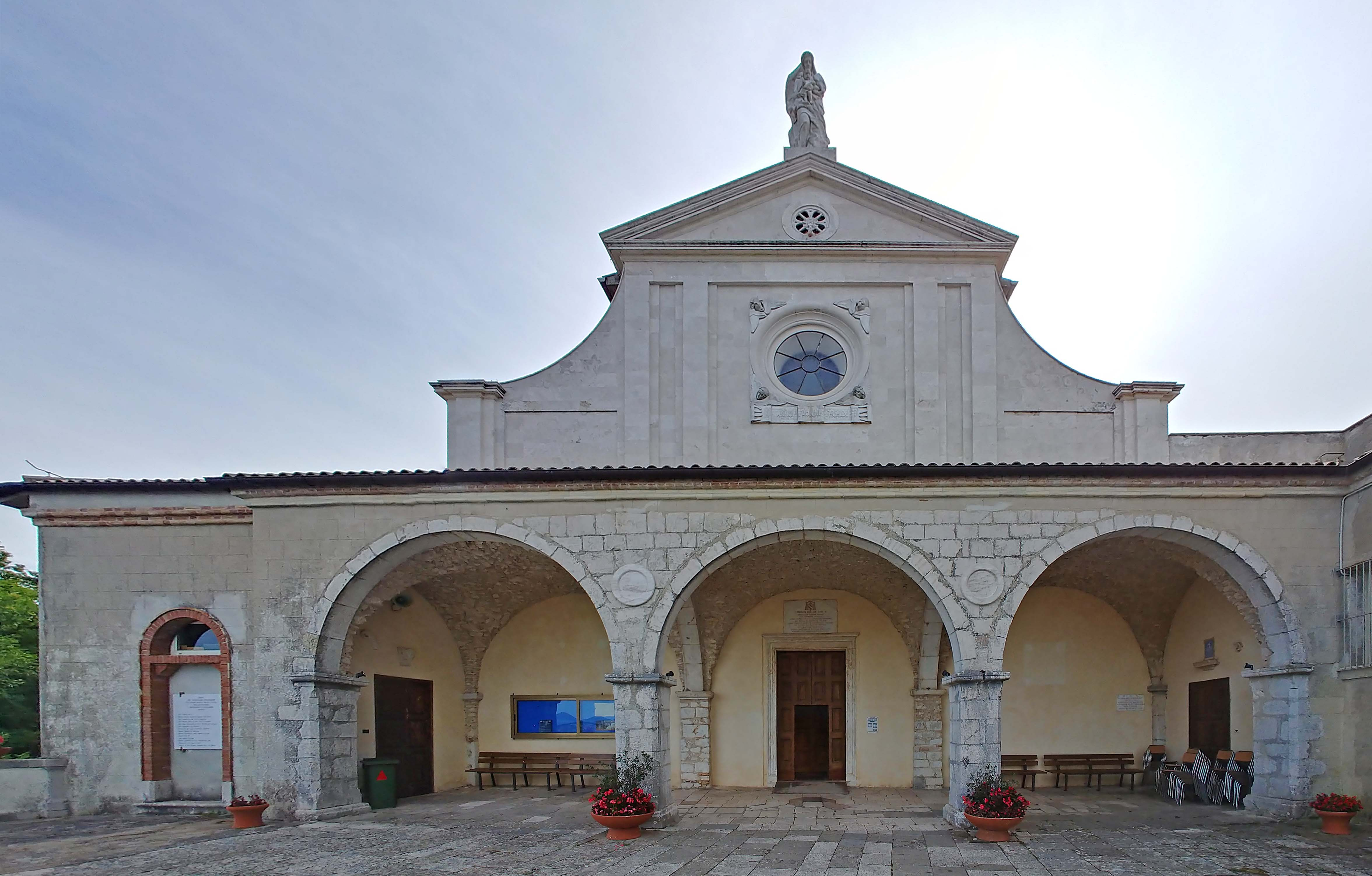
Il santuario della Madonna della Civita nel comune di Itri.

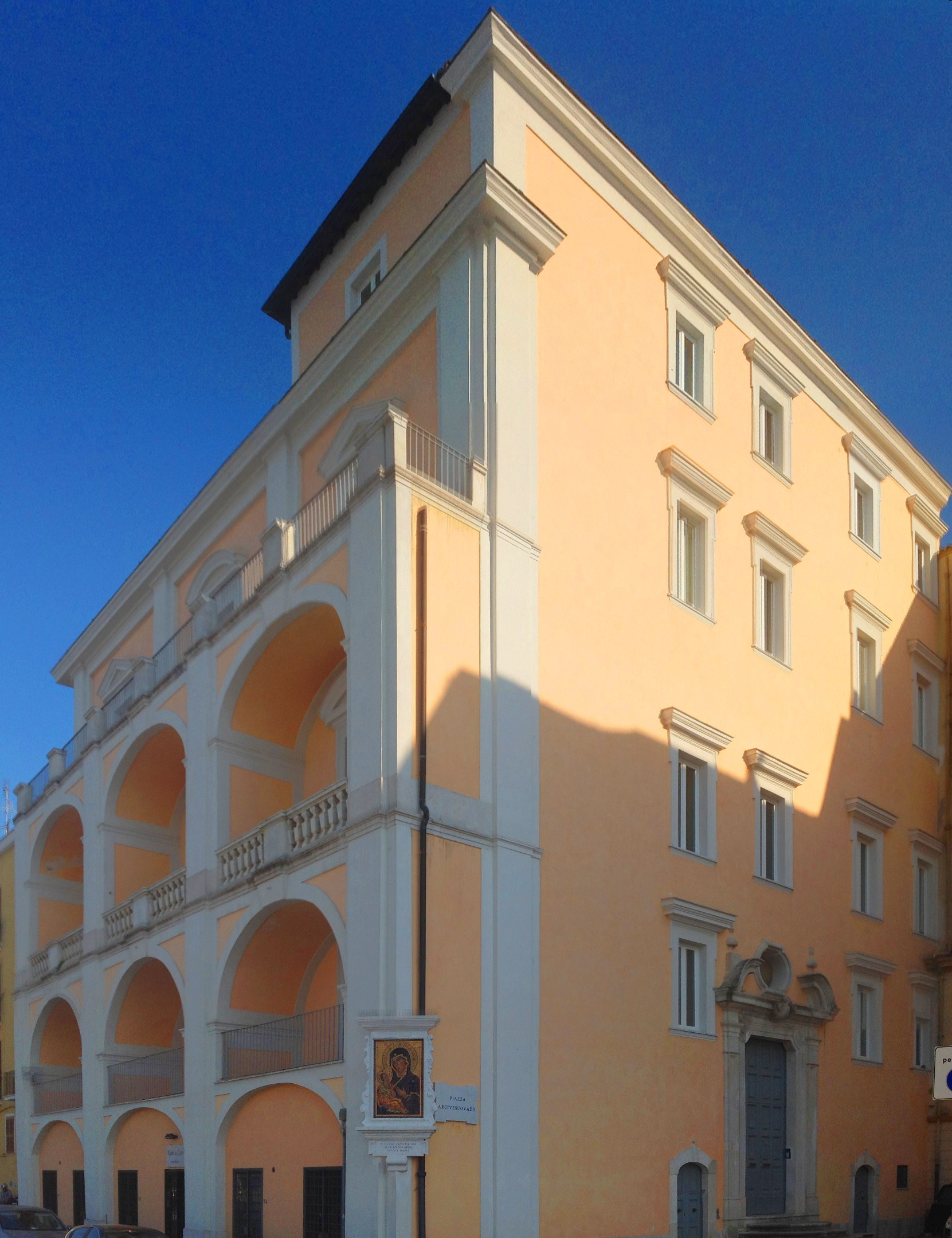
Il palazzo arcivescovile di Gaeta

L'arcidiocesi di Gaeta (in latino Archidioecesis Caietana) è una sede della Chiesa cattolica in Italia immediatamente soggetta alla Santa Sede appartenente alla regione ecclesiastica Lazio. Nel 2023 contava 158.159 battezzati su 166.875 abitanti. È retta dall'arcivescovo Luigi Vari.

## Patroni, santi e beati dell'arcidiocesi
Patroni dell'arcidiocesi sono i santi Erasmo e Marciano, vescovi e martiri, commemorati il 2 giugno. Compatrona è la Madonna della Civita venerata nel santuario omonimo situato sulla sommità del monte Fusco, nel comune di Itri; la ricorrenza liturgica è il 21 luglio.
Nell'arcidiocesi sono venerati i seguenti santi e beati:
- Serva di Dio Ambrogina di San Carlo (Filomena D'Urso)
- Servo di Dio Gabriele Mattei
- Serva di Dio Luigina Sinapi
- Servo di Dio Giuseppe de Filippis
- Beato Paolo Burali d'Arezzo
- San Gelasio II, papa
- San Sotero, papa

## Territorio
L'arcidiocesi si estende su due province del Lazio e comprende i comuni di Campodimele, Castelforte, Fondi, Formia, Gaeta, Itri, Lenola, Minturno, Monte San Biagio, Santi Cosma e Damiano, Sperlonga, Spigno Saturnia, Ponza e Ventotene in provincia di Latina; e i comuni di Ausonia, Coreno Ausonio e Pastena in provincia di Frosinone.
Sede arcivescovile è la città di Gaeta, dove si trova la cattedrale dei Santi Erasmo e Marciano e di Santa Maria Assunta. 

### Parrocchie e foranie
Il territorio si estende su 603 km² ed è suddiviso in 57 parrocchie raggruppate in 4 foranie (vicariati):
- forania di Gaeta
- forania di Fondi: Fondi, Campodimele, Itri, Lenola, Pastena, Monte San Biagio, Sperlonga
- forania di Formia: Formia, Ponza, Ventotene
- forania di Minturno: Minturno, Ausonia, Castelforte, Coreno Ausonio, Santi Cosma e Damiano, Spigno Saturnia

### Santuari
Nel territorio dell'arcidiocesi sono censiti i seguenti santuari:
- basilica santuario di Maria Santissima del Colle a Lenola
- santuario della Madonna del Cielo a Fondi
- santuario della Madonna del Piano ad Ausonia
- santuario della Madonna della Rocca a Fondi
- santuario della Madonna di Ponza a Formia
- santuario della Madonna della Civita a Itri
- santuario di San Michele a Formia
- santuario di San Nilo Abate a Gaeta
- santuario di Santa Maria Salute degli Infermi e San Raffaele Arcangelo a Fondi
- santuario dei Santi Cosma e Damiano in Santi Cosma e Damiano
- santuario della Santissima Annunziata a Gaeta
- santuario della Santissima Trinità a Gaeta

## Storia

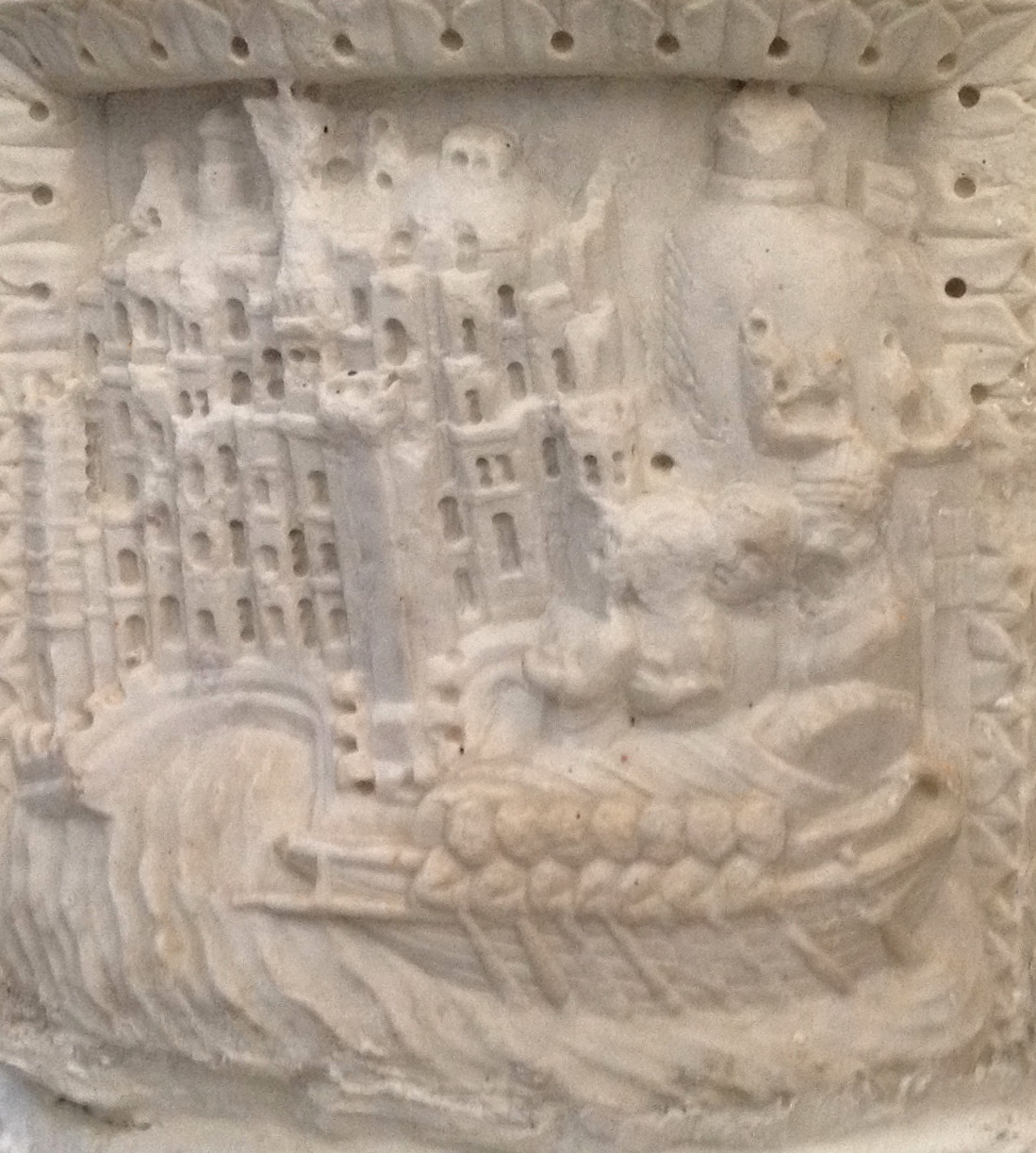
Ingresso delle reliquie di Sant'Erasmo nella città di Gaeta, formella dalla colonna del cero pasquale della cattedrale di Gaeta (seconda metà del XIV secolo)

La sede di Gaeta trae origine dall'antica diocesi di Formia, attestata a partire dal V secolo, a cui Gregorio Magno aveva unito la soppressa diocesi di Minturno. All'epoca di papa Silvestro I (314-335) è documentata l'esistenza di una possessio in territuriu Gaetano che Costantino I assegna all'arcivescovo di Capua. Durante l'VIII secolo il castrum di Gaeta acquista sempre più importanza nell'ambito dei possedimenti bizantini in Italia; già sul finire del secolo, la città poté conquistare un certo grado di autonomia stringendo alleanze con i papi di Roma.
In questo contesto politico i vescovi di Formia si stabilirono, all'inizio forse solo momentaneamente, a Gaeta. Il primo di questi è Campolo, menzionato in una lettera di papa Adriano II del 788 come episcopus civitatis Caietanae. Nei vescovi successivi tuttavia il titolo episcopale non è uniforme: infatti Giovanni I (ca. 830) è noto come episcopus Formianus, il successore Leone I (840) come episcopus Minturnensis ac Formiensis, mentre Costantino (846-855) è indicato come episcopus ecclesiae Formianae et Castri Cajetani. L'ultimo vescovo che mantenne il solo titolo formiano è stato Leone II, che prese parte ad un concilio romano nell'861. «Dopo l'866 il Castrum Caietae, ormai sede stabile del vescovo, passò al rango di civitas, mentre dall'867 Formiae scomparve definitivamente dal titolo episcopale».
All'inizio del X secolo, durante l'episcopato di Bono, furono rinvenute nella chiesa di Santa Maria di Gaeta le reliquie di sant'Erasmo, che fu proclamato patrono della diocesi. A lui fu dedicata la cattedrale di Gaeta, consacrata da papa Pasquale II e dal vescovo Alberto un 22 gennaio, probabilmente quello del 1106.
Agli inizi dell'XI secolo venne unita alla diocesi di Gaeta quella di Traetto, l'antica diocesi di Minturno, accorpata a Formia attorno al 590 e restaurata con il nuovo nome sotto il pontificato di papa Leone III.
Nel Medioevo diversi vescovi gaetani provenivano da monasteri benedettini: Stefano (972), abate del monastero dei Santi Teodoro e Martino di Gaeta; Leone III (995), abate del monastero di San Magno di Fondi; Rinaldo I (1090-1094), Riccardo I (1124-1145) e Rinaldo II (1168-1171), monaci di Montecassino. Un figlio della Chiesa di Gaeta, Giovanni, monaco cassinese e autore della vita e del martirio di sant'Erasmo, assunse un ruolo centrale nella Curia romana: fu cancelliere curiale e collaboratore di Urbano II e Pasquale II e nel 1118 fu eletto papa assumendo il nome di Gelasio II.
Con una bolla del 12 marzo 1159 diretta al vescovo Giacinto, papa Adriano IV «fissò i confini della diocesi, descrisse tutte le chiese, le terre, i casali e i castelli sottoposti al suo dominio, e confirmò tutt'i privilegi, le giurisdizioni, le prerogative e le grazie dai suoi predecessori accordati». Le stesse concessioni furono ripetute da papa Alessandro III nel 1170 al vescovo Rinaldo II.
Nel Cinquecento, dopo la morte di Tommaso De Vio (1519-1534), autore di un commentario della Summa di Tommaso d'Aquino e legato pontificio in Germania, iniziò una serie ininterrotta di vescovi d'origine spagnola fino alla morte di José Guerrero de Torres nel 1720. Questi vescovi si impegnarono nell'attuazione in diocesi dei decreti riformatori del concilio di Trento. Tuttavia, il seminario fu eretto solamente nel Settecento ad opera di un vescovo italiano, il teatino Gennaro Carmignani (1738-1770). Tra il 12 e il 14 dicembre 1779 Carlo Pergamo presiedette il primo sinodo diocesano.
All'inizio dell'Ottocento la diocesi comprendeva, oltre Gaeta, i seguenti abitati: Mola (Formia), Castellone, Itri, Sperlonga, Maranola, Trivio, Castellonorato, Spigno, Traetto, Santa Maria Pulcherino, Tufo, Tremonzuli, Le Fratte, Coreno, Castelforte, Suio, Ponza e Ventotene. Nel 1818, a seguito del concordato stipulato tra papa Pio VII e il re delle Due Sicilie Ferdinando I di Borbone, al territorio della diocesi di Gaeta venne unito quello della soppressa diocesi di Fondi.
Immediatamente soggetta alla Santa Sede sin dalle origini, il 31 dicembre 1848 la sede di Gaeta venne elevata ad arcidiocesi da papa Pio IX in occasione del suo esilio nella città, con la bolla In sublimi. Con la stessa si concedeva agli arcivescovi gaetani l'uso del pallio alla stregua dei metropoliti.
Nell'ex palazzo del cardinale Tommaso De Vio, che fu sede del seminario arcivescovile fino agli anni sessanta, ha sede il museo diocesano e della religiosità del Parco dei Monti Aurunci. Nello stesso palazzo si trovano anche l'archivio e la biblioteca diocesana.

## Cronotassi dei vescovi
Si omettono i periodi di sede vacante non superiori ai 2 anni o non storicamente accertati.
- Campolo † (menzionato nel 788)[11]
- Giovanni I † (menzionato nell'830 circa)[11]
- Leone I † (menzionato nell'840 circa)[12]
- Costantino † (prima dell'846 - dopo l'855)
- Leone II † (menzionato nell'861)
- Ramfo (Rainulfo I) † (menzionato nell'867)[13]
- Anonimo † (menzionato nell'879 e nell'881)[11]
- Deodato † (prima dell'899 - dopo il 910 o 914[14])
- Bono † (menzionato nel 919)[15]
- Pietro I † (prima del 933 - dopo il 936)[13]
- Marino I † (menzionato nel 955)[13]
- Lando (o Landone) †[16]
- Stefano, O.S.B. † (972 - dopo il 983)
- Leone III, O.S.B. † (menzionato nel 995)
- Bernardo I † (documentato dal 997 al 1047)[13]
- Leone IV † (documentato dal 1049 al 1071)[13]
- Rinaldo I, O.S.B. † (1090[17] - dopo il 1094)
- Alberto † (documentato dal 1105 al 1119)[13]
- Riccardo I, O.S.B. † (documentato dal 1124 al 1145)[13]
- Teodino, O.S.B. † (tra il 1148 e il 1151)
- Trasmundo, O.S.B. † (tra il 1148 e il 1151)[18]
- Giacinto † (prima del 1154 - dopo il 1159)[11]
- Rinaldo II, O.S.B. † (prima del 1168 - 1171 nominato arcivescovo di Bari)[19]
- Riccardo II † (menzionato nel 1175)[19]
- Pietro II † (documentato dal 1177 al 1201)[19]
- Egidio † (documentato dal 1203 al 1210)[19]
- Anonimo † (menzionato nel 1217)[19]
- Adenolfo † (documentato dal 1219 al 1240)[19]
- Pietro da Terracina, O.P. † (31 marzo 1252 - 1255 nominato vescovo di Terracina)[19]
- Benvenuto † (31 gennaio 1256 - 1276 deceduto)
- Bartolomeo † (21 dicembre 1276 -?)
- Matteo Mirabello † (1290 - 1305 deceduto)
- Francesco Bruno, O.F.M. † (18 febbraio 1306 - 11 maggio 1321[13] deceduto)
- Francesco Gattola † (21 agosto 1321 - 8 ottobre 1340 deceduto)
- Antonio Aribandi, O.F.M. † (25 maggio 1341 - 1344 deceduto)
- Ruggero Frezza † (10 novembre 1348 - 1372 o 1374 deceduto)
- Giovanni II † (9 aprile 1375 -? deceduto)
- Pietro III † (prima del 1381 - 23 marzo 1395 deceduto)
- Agostino, O.E.S.A. † (12 novembre 1395 - agosto 1397 deceduto)
- Ubertino da Corleone, O.F.M. † (18 agosto 1397 - 1399 deceduto)
- Niccolò, O.S.B. † (24 dicembre 1399 - 14 maggio 1404 nominato vescovo di Isernia)
- Marino Merula † (14 maggio 1404 - 1421? deceduto)
- Antonio da Zagarolo, O.F.M. † (20 maggio 1422 - 1427 deceduto)
- Giovanni de Normannis † (15 ottobre 1427 - novembre 1440 deceduto)
- Felice Fajadelli, O.P. † (24 gennaio 1441 - 22 maggio 1444 nominato vescovo titolare Libariensis)
- Giacomo di Navarra † (22 maggio 1444 - 1461 deceduto)
- Francesco Patrizi † (4 ottobre 1463 - 1494 deceduto)
- Baccio Ugolini † (24 agosto 1494 - 1494 deceduto)
- Paolo Odierna † (22 ottobre 1494 - 13 agosto 1506 deceduto)
- Fernando Herrera † (4 novembre 1506 - 1518 deceduto)
- Tommaso De Vio, O.P. † (13 aprile 1519 - 10 agosto 1534 deceduto)
- Esteban Gabriel Merino † (17 febbraio 1535 - 28 luglio 1535 deceduto)
- Pedro Flores † (31 gennaio 1537 - 3 maggio 1540 deceduto)
- Antonio Lunello † (19 gennaio 1541 - 1559 deceduto)
- Pietro Lunello † (30 gennaio 1566[20] - 7 maggio 1587 deceduto)
- Alfonso Laso Sedeño † (12 ottobre 1587 - 7 febbraio 1596 nominato arcivescovo di Cagliari)
- Juan de Gante † (28 maggio 1598 - 28 aprile 1604 nominato vescovo di Mazara del Vallo)
- Pedro de Oña, O. de M. † (27 giugno 1605 - 13 ottobre 1626 deceduto)
  - Sede vacante (1626-1634)
- Jacinto del Cerro, O.P. † (3 aprile 1634 - 13 ottobre 1635 deceduto)
- Jerónimo Domín Funes, O. Carm. † (14 dicembre 1637 - 23 aprile 1650 deceduto)
- Gabriel Ortiz de Orvé † (28 ottobre 1651 - 1662 deceduto)
- Juan de Paredes, C.R.S.A. † (17 aprile 1662 - 22 agosto 1662 deceduto)
  - Sede vacante (1662-1665)
- Baltasar Valdés y Noriega † (6 luglio 1665 - 29 dicembre 1667 deceduto)
  - Sede vacante (1667-1670)
- Martín Ibáñez y Villanueva † (16 giugno 1670 - 27 maggio 1675 nominato arcivescovo di Reggio Calabria)
- Antonio del Río Colmenares † (27 aprile 1676 - 14 marzo 1678 nominato arcivescovo di Acerenza e Matera)
- Lorenzo Mayers Caramuel, O. de M. † (18 aprile 1678 - 26 febbraio 1683 deceduto)
- José Sanz de Villaragut, O.F.M. † (6 dicembre 1683 - 2 gennaio 1693 nominato vescovo di Pozzuoli)
- José Guerrero de Torres, O.E.S.A. † (13 aprile 1693 - 26 marzo 1720 deceduto)
- Carlo Pignatelli, C.R. † (14 gennaio 1722 - 21 marzo 1730 deceduto)
- Santiago Piñaque, O. Carm. † (11 dicembre 1730 - aprile 1737 deceduto)
- Francesco Lanfreschi † (12 giugno 1737 - 21 maggio 1738 nominato arcivescovo di Acerenza e Matera)
- Gennaro Carmignano, C.R. † (24 novembre 1738 - 11 agosto 1770 deceduto)
- Carlo Pergamo † (16 dicembre 1771 - 26 giugno[13] 1785 deceduto)
  - Sede vacante (1785-1792)
- Gennaro Clemente Francone † (27 febbraio 1792 - 18 dicembre 1797 nominato arcivescovo, titolo personale, di Troia)
- Riccardo Capece Minutolo, O.S.B. † (18 dicembre 1797 - 3 settembre 1801 deceduto)
  - Sede vacante (1801-1805)
- Michele Sanseverino † (26 giugno 1805 - 1812 deceduto)
  - Sede vacante (1812-1818)
- Francesco Saverio Buonomo † (25 maggio 1818 - 18 aprile 1827 deceduto)
- Luigi Maria Parisio † (25 giugno 1827 - 26 gennaio 1854 deceduto)
- Filippo Cammarota † (23 giugno 1854 - 23 febbraio 1876 deceduto)
- Nicola Contieri, O.S.B.I. † (3 aprile 1876 - 14 dicembre 1891 dimesso[21])
- Francesco Niola † (14 dicembre 1891 - 14 agosto 1920 deceduto)
- Pasquale Berardi † (21 aprile 1921 - 9 maggio 1925 dimesso[22])
- Dionigio Casaroli † (14 agosto 1926 - 24 febbraio 1966 deceduto)
- Lorenzo Gargiulo † (24 febbraio 1966 succeduto - 26 gennaio 1973 dimesso)
- Luigi Maria Carli † (26 gennaio 1973 - 14 aprile 1986 deceduto)
- Vincenzo Maria Farano † (14 agosto 1986 - 12 febbraio 1997 ritirato)
- Pier Luigi Mazzoni † (12 febbraio 1997 - 20 settembre 2007 ritirato)
- Fabio Bernardo D'Onorio, O.S.B. (20 settembre 2007 - 21 aprile 2016 ritirato)
- Luigi Vari, dal 21 aprile 2016

### Attuale arcivescovo
Attuale arcivescovo di Gaeta è Luigi Vari, già presbitero della sede suburbicaria di Velletri-Segni, eletto da papa Francesco il 21 aprile 2016, consacrato vescovo il 21 giugno 2016 da Vincenzo Apicella; ha preso possesso dell'arcidiocesi il 9 luglio 2016.

## Statistiche
L'arcidiocesi nel 2023 su una popolazione di 166.875 persone contava 158.159 battezzati, corrispondenti al 94,8% del totale.
| anno | popolazione | popolazione | popolazione | presbiteri | presbiteri | presbiteri | presbiteri                | diaconi | religiosi | religiosi | parrocchie |
| anno | battezzati  | totale      | %           | numero     | secolari   | regolari   | battezzati per presbitero | diaconi | uomini    | donne     | parrocchie |
| ---- | ----------- | ----------- | ----------- | ---------- | ---------- | ---------- | ------------------------- | ------- | --------- | --------- | ---------- |
| 1950 | 108.900     | 108.000     | 100,8       | 97         | 78         | 19         | 1.122                     |         | 26        | 113       | 43         |
| 1969 | 129.698     | 130.800     | 99,2        | 116        | 80         | 36         | 1.118                     |         | 41        | 322       | 50         |
| 1980 | 136.361     | 143.630     | 94,9        | 110        | 66         | 44         | 1.239                     |         | 48        | 298       | 54         |
| 1990 | 149.000     | 152.000     | 98,0        | 90         | 56         | 34         | 1.655                     | 1       | 36        | 219       | 57         |
| 1999 | 153.000     | 156.150     | 98,0        | 85         | 56         | 29         | 1.800                     | 19      | 29        | 223       | 57         |
| 2000 | 155.000     | 158.100     | 98,0        | 87         | 58         | 29         | 1.781                     | 19      | 32        | 225       | 57         |
| 2001 | 151.200     | 159.153     | 95,0        | 81         | 53         | 28         | 1.866                     | 19      | 31        | 225       | 57         |
| 2002 | 151.200     | 159.153     | 95,0        | 82         | 54         | 28         | 1.843                     | 18      | 31        | 225       | 57         |
| 2003 | 150.000     | 159.124     | 94,3        | 83         | 55         | 28         | 1.807                     | 18      | 31        | 225       | 57         |
| 2004 | 159.175     | 159.315     | 99,9        | 82         | 55         | 27         | 1.941                     | 18      | 30        | 229       | 57         |
| 2006 | 152.350     | 160.150     | 95,1        | 81         | 54         | 27         | 1.880                     | 18      | 30        | 216       | 57         |
| 2013 | 149.400     | 163.000     | 91,7        | 71         | 54         | 17         | 2.104                     | 25      | 20        | 155       | 57         |
| 2016 | 157.457     | 162.457     | 96,9        | 72         | 54         | 18         | 2.186                     | 26      | 21        | 205       | 57         |
| 2019 | 156.670     | 161.660     | 96,9        | 80         | 55         | 25         | 1.958                     | 24      | 26        | 118       | 56         |
| 2021 | 155.640     | 163.906     | 95,0        | 83         | 55         | 28         | 1.875                     | 22      | 31        | 113       | 56         |
| 2023 | 158.159     | 166.875     | 94,8        | 84         | 55         | 29         | 1.882                     | 20      | 30        | 114       | 57         |